# Отчуждение (Маркс)
Отчуждение (нем. Entfremdung) — термин философии Карла Маркса. В широком плане означает классовый антагонизм, вызванный отсутствием отношений между индивидами. В узком понимании   отчуждение труда представляет собой общественную деятельность людей при определённых исторических условиях по изъятию у отдельного индивида труда, а затем и всех его общественных отношений.

## Отчуждение по марксизму
Карл Маркс в 1844 году обозначил (указал) проблему отчуждения в глобальном масштабе в «Экономическо-философские рукописи», которая изначально не предполагалась к публикации. В ней Маркс утверждал, что отчуждение — процесс социализации, при котором человек становится заложником подавляющих внешних факторов.
Ранние работы Карла Маркса выделяли четыре вида отчуждения, в рамках развития социальной программы. Первый этап — осмысление процесса труда. Второй — анализ продукта трудовой деятельности. Третий — осознание собственной сущности. Четвертый — социализация в плане общения людей друг с другом. Работник, в понимании Маркса, считается трудовой единицей в капиталистическом обществе, а машинное производство является катализатором разделения труда. Человек в такой экономической политике становится придатком для машинного механизма.

## Критика концепции
Ойзерман Т. И. считал, что отчуждение, по Марксу, представляло собой регресс, мешающий развитию творческой и целеустремлённой личности.

## Воздействие на науку, общество, политику
Отчуждение в науке имеет право быть всегда и везде. Редко можно встретить гения в своей профессии при отсутствии отрешенности от обыденных вещей. В этом случае речь идет о рассеянности и неумении сконцентрироваться на бытовом вопросе. Карл Маркс в подобном случае проанализировал бы такое поведение как отрицание социализации в полном ее объеме. Сложно отрицать тот факт, что подобная категоричность не имеет право на существование.